# Hong Sook-ja
Hong Sook-ja, född 1933, är en sydkoreansk politiker, författare och aktivist. 
Hon tog examen i politisk vetenskap och internationella relationer och blev Sydkoreas första kvinnliga diplomat när hon utnämndes till vice konsul i Sydkoreas konsulat i New York 1965. Hon blev professor vid Donggukuniversitetet 1979. 
Hon var ordförande för International Council of Women 1986–1988. 
Hong Sook-ja deltog i Sydkoreas första demokratiska presidentval 1987 och blev som sådan Sydkoreas första kvinnliga presidentkandidat. Hon lade dock ned sin kandidatur efter att ha misslyckats säkra stöd. 